# Anita Włodarczyk
Anita Włodarczyk (* 8. August 1985 in Rawicz) ist eine polnische Hammerwerferin. Sie wurde 2012, 2016 und 2020 Olympiasiegerin sowie 2009, 2013, 2015 und 2017 Weltmeisterin und zwischen 2012 und 2018 vier Mal Europameisterin. Bisher stellte Włodarczyk sieben Mal einen neuen Weltrekord auf. Włodarczyk warf die besten sechs je gemessenen Weiten im Hammerwurf der Damen sowie 21 der 25 besten Weiten. Sie gilt gemeinhin als die beste Hammerwerferin aller Zeiten.

## Karriere

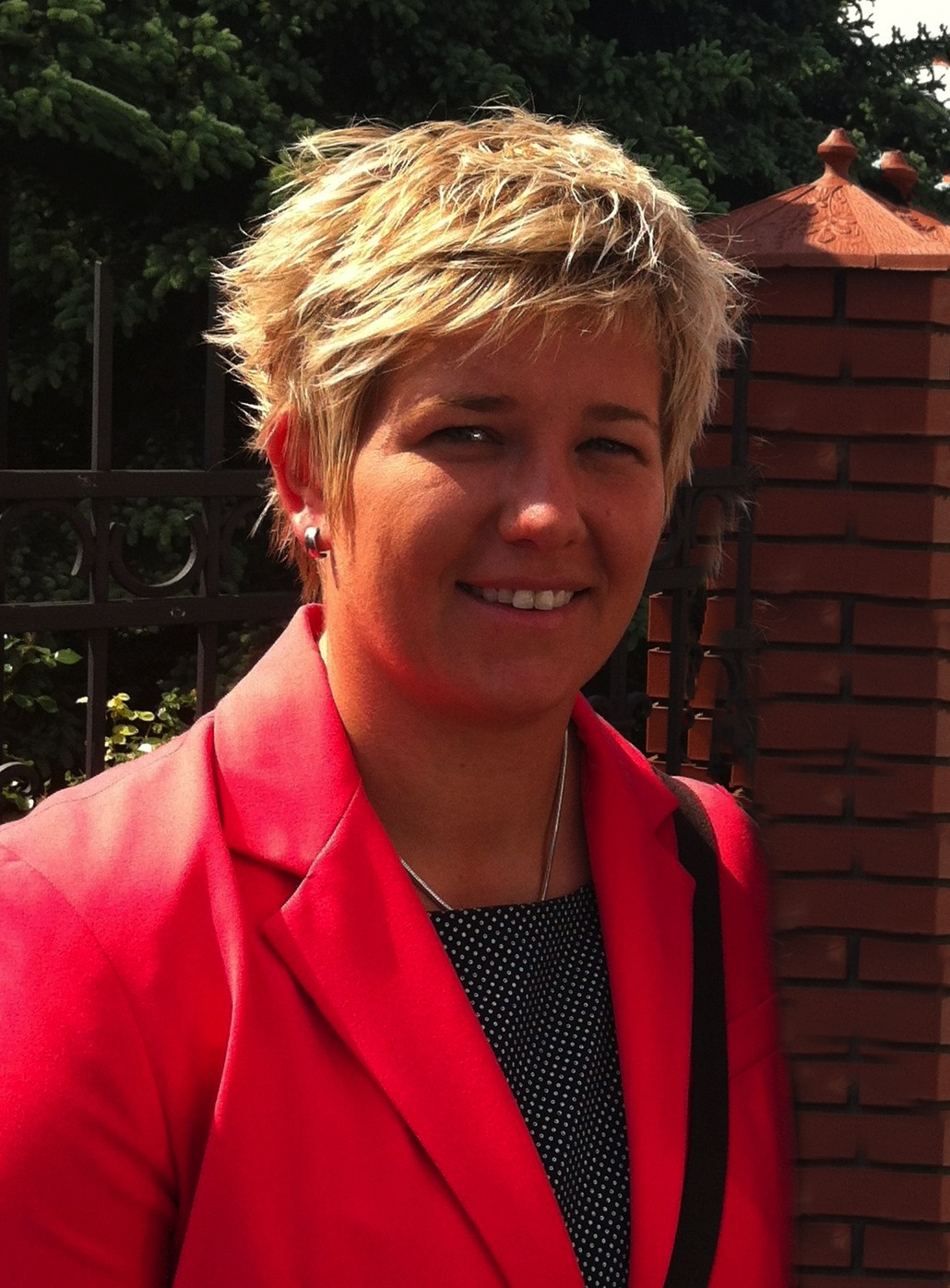
Anita Włodarczyk (2013)

Anita Włodarczyk begann ihre sportliche Laufbahn in ihrem Heimatort beim Club Kadet Rawicz. Seit 2011 startet sie für Skra Warszawa. Bei den Junioren-Europameisterschaften 2007 in Debrecen belegte sie den 9. Platz mit einer Weite von 62,11 m. Ihren Durchbruch in die Weltspitze der Hammerwerferinnen erlebte sie im Jahr 2008. Sie verbesserte ihre persönliche Bestleistung bereits zur Saisoneröffnung im Mai 2008 auf 72,18 m und steigerte sich im Juni bei einem Meeting in Biberach an der Riß auf 72,80 m. Daraufhin nahm sie für Polen an den Olympischen Spielen 2008 in Peking teil, wo sie mit 71,56 m den sechsten Platz belegte.
Die Saison 2009 begann für sie mit weiteren Leistungssteigerungen. Sie begann die Wintersaison mit einer Bestleistung von 75,05 m, steigerte sich dann auf 76,20 m und verbesserte dann am 8. August in Cottbus bei einem letzten Vorbereitungsmeeting vor den Weltmeisterschaften 2009 den polnischen Rekord von Kamila Skolimowska von 76,83 m auf 77,20 m. Dieser Wurf war der viertbeste in der Geschichte des Frauenhammerwurfs. Beim Finale der Weltmeisterschaften in Berlin am 22. August verbesserte sie diese Weite und stellte mit 77,96 m im zweiten Versuch einen neuen Weltrekord auf. Während des Jubels um diese Weltrekordweite verletzte Włodarczyk sich am Fuß und konnte keinen weiteren Versuch mehr durchführen. Dennoch gewann sie den Weltmeistertitel vor Betty Heidler. Am 6. Juni 2010 verbesserte sie ihren eigenen Weltrekord in Bydgoszcz auf 78,30 m, den sie dann am 21. Mai 2011 an Betty Heidler verlor.
Bei den Europameisterschaften 2010 gewann sie mit 73,56 m die Bronzemedaille, ein Jahr später belegte sie mit der gleichen Weite den fünften Platz bei den Weltmeisterschaften in Daegu. 2012 siegte sie bei den Europameisterschaften in Helsinki mit 74,29 m und gewann Silber bei den Olympischen Spielen in London mit der Weite von 77,60 m. Bei einer Nachkontrolle der Dopingprobe der russischen Siegerin Tatjana Lyssenko (78,18 m) von 2012 wurde das anabole Steroid Dehydrochlormethyltestosteron (Turinabol) gefunden. Daraufhin wurde der Wiederholungstäterin im Oktober 2016 der Sieg und die Goldmedaille vom IOC aberkannt. Damit wurde Anita Włodarczyk nachträglich Hammerwurf-Olympiasiegerin von 2012.
2013 holte Włodarczyk Silber bei den Weltmeisterschaften in Moskau mit 78,46 m. 2014 verteidigte sie ihren Titel bei den Europameisterschaften in Zürich mit 78,76 m. Am 31. August 2014 stellte sie beim ISTAF Berlin mit 79,58 m einen weiteren Weltrekord auf, und zwei Wochen später siegte sie beim Continental-Cup in Marrakesch.
Am 1. August 2015 verbesserte Anita Włodarczyk ihren eigenen Weltrekord im polnischen Cetniewo um 1,50 m auf 81,08 m. Sie ist die erste Frau, die den Hammer über die 80-Meter-Marke schleuderte. Bei den Weltmeisterschaften im selben Jahr gewann sie mit dem neuen Meisterschaftsrekord von 80,85 m überlegen die Goldmedaille. 2016 wurde sie in Amsterdam zum dritten Mal Europameisterin.
Bei den Olympischen Spielen 2016 in Rio de Janeiro, stellte Anita Włodarczyk am 15. August einen neuen Weltrekord von 82,29 m auf, der ihren alten von 81,08 m um 1,21 m überbot. Dabei trug sie einen der Wurfhandschuhe der 2009 verstorbenen Olympiasiegerin Kamila Skolimowska. Sie bekam sie nach dem Tod Skolimowskas und trägt seitdem bei jedem Wettkampf einen von ihnen. Kurz nach den Spielen verbesserte Włodarczyk am 28. August 2016 beim Meeting Warszawski Memoriał Kamili Skolimowskiej in Warschau ihre eigene Bestmarke auf 82,98 m.
Bei den Weltmeisterschaften 2017 in London gewann Włodarczyk im Finale mit einer Weite von 77,90 m vor der Chinesin Wang Zheng und ihrer Landsfrau Malwina Kopron die Goldmedaille und verteidigte damit ihren WM-Titel von 2015.
Bei den Europameisterschaften 2018 in Berlin errang Włodarczyk mit 78,94 m (Europameisterschaftsrekord) ihren vierten EM-Titel in Folge.
Anfang August 2021 gewann Anita Włodarczyk mit 78,48 m bei den Olympischen Spielen 2020 in Tokio, vor der Chinesin Wang Zheng (77,03 m) und Landsfrau Malwina Kopron (75,49 m). Sie ist die erste Leichtathletin, die ihr drittes Einzel-Gold in der gleichen Disziplin bei Olympia gewonnen hat.
Im Juni 2022 musste sie die laufende Saison abbrechen, da sie sich bei der erfolgreichen Verfolgung eines Autodiebs eine Oberschenkelverletzung zugezogen hatte und danach operiert werden musste.
Bei den Europameisterschaften 2024 in Rom gewann Włodarczyk mit einer persönlichen Saisonbestleistung von 72,92 m die Silbermedaille hinter der italienischen Europameisterin Sara Fantini (74,18 m).
Włodarczyk warf an ihrem 40. Geburtstag am 8. August 2025 im slowakischen Banská Bystrica gleich zweimal einen neuen Weltrekord in der Altersklasse 40+. Sie warf im fünften Versuch den Weltrekord von 68,00 m, steigerte diesen mit 70,94 m im letzten Versuch und gewann so den Wettbewerb.

## Polnische Leichtathletik-Meisterschaften
2018 wurde Włodarczyk in Lublin zum neunten Mal polnische Meisterin im Hammerwurf (2009, 2011–2018). Darüber hinaus gewann sie zwei Silber- und eine Bronzemedaille. Sie liegt hinter Kamila Skolimowska mit 12 Meistertiteln. 2007 wurde Włodarczyk in Słupsk mit 67,37 m polnische Jugendmeisterin.

## Auszeichnungen
- Sportler des Jahres in Polen: 2016